# Anthony Scaramucci
Anthony Scaramucci, né le 6 janvier 1964 à Long Island (État de New York), est un financier et homme politique américain. Membre du Parti républicain, il est brièvement directeur de la communication de la Maison-Blanche du 21 au 31 juillet 2017 dans l'administration du président Donald Trump,.
Fondateur du fonds d'investissement SkyBridge Capital créé en 2005, Anthony Scaramucci est auparavant le cofondateur d'Oscar Capital Management, vendu à Neuberger Berman en 2001. À la suite de la vente de Neuberger Berman à Lehman Brothers en 2003, Scaramucci est directeur général de la division Investment Management et vice-président du groupe Goldman Sachs Private Wealth Management. Connu pour ses déclarations sans filtre, il est surnommé The Mooch (« La Sangsue ») par la presse américaine.

## Enfance
Il est issu d'une famille italo-américaine. Son père travaillait dans le bâtiment.
Il est diplômé d'Harvard.

## Directeur de la communication de la Maison-Blanche
Le 21 juillet 2017, Donald Trump annonce sa décision de nommer Anthony Scaramucci directeur de la communication de la Maison-Blanche et de faire de Sarah Huckabee Sanders la porte-parole de la Maison-Blanche. En réaction, Sean Spicer annonce le même jour sa démission.
Une semaine après sa nomination, Scaramucci qui avait menacé de limoger tout le personnel chargé de la communication à la Maison-Blanche pour mettre un terme aux fuites récurrentes vers la presse, s'en prend violemment à Reince Priebus et Steve Bannon lors d'une conversation téléphonique avec un journaliste du New Yorker, initialement destinée à obtenir du journaliste des informations sur la source qui lui avait dévoilé la tenue d'un dîner à la Maison-Blanche réunissant Scaramucci, Donald et Melania Trump ainsi que Sean Hannity et l'ancien coprésident de Fox News Channel, Bill Shine. Après avoir essuyé plusieurs refus, il se convainc que Priebus, qu'il décrit comme « un putain de schizophrène paranoïde, un paranoïaque », pourrait être à l'origine des fuites. Il assure ensuite que contrairement à d'autres officiels, il ne cherche pas l'attention des médias et déclare : « Je suis pas Steve Bannon, j'essaie pas de sucer ma propre bite, ». Sarah Huckabee Sanders justifie ces excès de langage par la « passion » que mettrait Scaramucci à servir le président.
Le 31 juillet 2017, soit dix jours après sa prise de fonction, Scaramucci est limogé à la demande du nouveau chef de cabinet de la Maison-Blanche, John F. Kelly. Hope Hicks lui succède.
En mars 2020, il traite Donald Trump de « fou ». Par la suite, il déclare qu'il soutient le candidat démocrate Joe Biden pour l'élection présidentielle qui se tient la même année.

## Celebrity Big Brother
En janvier 2019, il participe à la 2e saison de l'émission Celebrity Big Brother sur CBS.
C'est le deuxième membre de l'administration de Donald Trump à participer au programme. En 2018, c'est Omarosa Manigault qui a été candidate de l'émission.
Le 6e jour, il décide de quitter volontairement la maison.
Sa sortie a fait parler car celle-ci n'a pas été officialisée tout de suite après son départ. Lors d'une conférence à Zurich, il déclare avoir signé une clause de confidentialité, et donc ne peut parler de son départ avant que les images ne soient diffusées sur l'antenne de CBS.
Après la diffusion de l'épisode, on apprendra qu'il était en réalité un « faux candidat ».